# Янги-Нишан
Янги́-Ниша́н (узб. Yangi Nishon) — город в Кашкадарьинской области Узбекистана. Административный центр Нишанского района.

## Население
В 2010 году в городе проживало 11 067 человек.